# Buzz Factory
Albums de Screaming Trees
Beat Happening / Screaming Trees
(1988) Change Has Come
(1990)
Buzz Factory est le quatrième album studio de groupe de rock alternatif américain Screaming Trees. Il est sorti le 22 octobre 1989 sur le label SST Records et a été produit par Jack Endino.

## Liste des titres
- Tous les titres sont signés par le groupe.

1. Where the Twain Shall Meet - 3:29
2. Windows - 2:42
3. Black Sun Morning - 5:03
4. Too Far Away - 3:37
5. Subtle Poison - 3:53
6. Yard Trip #7 - 2:24
7. Flower Web -3:41
8. Wish Bringer - 3:06
9. Revelation Revolution - 2:43
10. The Looking Glass Cracked - 3:36
11. End of the Universe - 6:11

## Musiciens
- Mark Lanegan: chant
- Gary Lee Conner: guitares
- Van Conner: basse
- Mark Pickerel: batterie, percussions